# Храми ГЭС-2
Храми ГЭС-2 (Храм ГЭС II) — гидроэлектростанция на реке Храми, Грузия. Входит в состав Храмского каскада, являясь его нижней ступенью. Первый гидроагрегат ГЭС пущен в 1962 году.
Храми ГЭС-2 является деривационной электростанцией с бассейном суточного регулирования и подземным зданием ГЭС. Гидравлическая схема ГЭС построена на использовании стока воды с Храми ГЭС-1, боковой приточности в реу Храми между створами ГЭС-1 и ГЭС-2, а также стока рек Чочиани и Карабулах (притоки реки Храми), перебрасываемого в деривацию с помощью тоннелей. Состав сооружений ГЭС:
- Головной узел, включающий в себя:
  - глухую плотину;
  - водосброс;
  - канал-отстойник;
  - бассейн суточного регулирования с быстротоком и шлюзом-регулятором;
  - водоприёмник.
- Напорная деривация общей длиной 13 км тоннельного типа, включающая также водозаборные сооружения на реках Чочиани и Карабулах.
- Станционный узел, включающий в себя:
  - двухкамерный уравнительный резервуар (шахту);
  - подземное помещение дисковых затворов;
  - напорный турбинный водовод;
  - помещение шаровых затворов;
  - подземное здание ГЭС;
  - отводящий тоннель;
  - ОРУ 110/220 кВ.

Мощность ГЭС — 120 МВт, среднегодовая выработка — 370 млн кВт⋅ч. В здании ГЭС установлены два гидроагрегата с вертикальными радиально-осевыми турбинами, работающими при расчётном напоре 307 м (максимальный напор — 330 м), максимальный расход через каждую турбину — 21,5 м³/сек. Турбины приводят в действие гидрогенераторы мощностью по 60 МВт. Изначально, до замены турбин, мощность ГЭС составляла 110 МВт (2х55 МВт). Гидрогенераторы производства завода «Электросила», гидротурбины изначально были произведены Ленинградским металлическим заводом, но впоследствии заменены на новые итальянского производства,.
Станция принадлежит АО «Храми ГЭС-2», собственником которого является российская Группа «Интер РАО». Оборудование ГЭС устарело и требует реконструкции. С 1996 года осуществляется программа реабилитации ГЭС, которая осуществлялась в 1996—2000 годах за счет кредита в сумме $27 млн, предоставленного правительством Японии, а с 2006 года — за счет средств «Интер РАО». В процессе реабилитации, турбины ГЭС были заменены к 2010 году на новые итальянского производства (что позволило увеличить мощность ГЭС на 10 МВт), шаровые затворы оборудованы новыми маслонапорными устройствами, модернизированы системы управления ГЭС. Планируется дальнейшая модернизация станции, в частности реконструкция ОРУ.